# Cham Wings Airlines
Cham Wings Airlines (arabe : أجنحة الشام للطيران, anciennement connue sous le nom de Sham Wing Airlines) était une compagnie aérienne privée syrienne, dont le siège social était situé à Damas, en Syrie,. Le slogan de l'entreprise était Fly Beyond The Limits (« Voler au-delà des limites »).

## Histoire
Cham Wings Airlines a été créée le 9 juillet 2006 en tant que première compagnie aérienne privée de Syrie par l'homme d'affaires syrien Issam Shammout. Le hub principal de la compagnie est l'aéroport international de Damas. L'entreprise a officiellement obtenu un certificat d'exploitant aérien (AOC) délivré par l'Autorité de l'aviation civile syrienne (SCAA) le 23 septembre 2007. Bien que l'AOC arrive en second après le transporteur national principal de la Syrie, Syrian Air, l'AOC autorisait l'entreprise à exploiter uniquement des vols charter non réguliers. L'entreprise a loué un avion MD et a effectué son premier vol de Damas vers l'aéroport international de Bagdad le 3 mars 2008. En 2008, un nouveau concurrent est entré sur le marché sous le nom de Syrian Pearl Airlines qui appartenait à Cham Holding à 69 % (Rami Makhlouf actionnaire majoritaire), Syrianair à 25 %, et Aqeeq Aviation/Aquila Holding 6 % (Aqeeq et Al Deshtei Koweïtiens). Le partenariat avec Syrian Air a donné à Syrian Pearl l'opportunité d'exploiter des vols réguliers, contrairement à Cham Wings qui éprouvait des difficultés à exploiter des vols charter vers des destinations que Syrian Air approuvait difficilement. Même si Syrian Pearl n'a jamais commencé ses opérations, Cham Wings n'a pas pu devenir rentable en exploitant uniquement des vols charter. L'entreprise a cessé ses opérations en 2012 à la suite des troubles en Syrie.

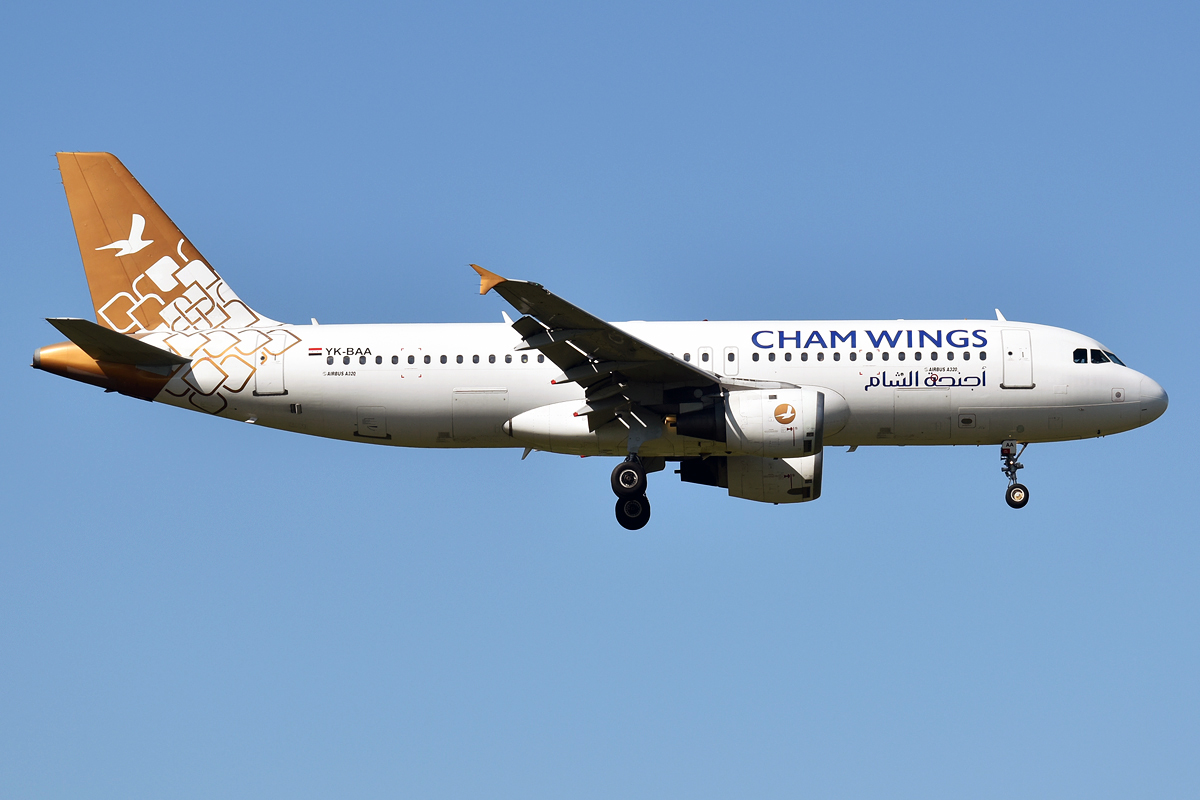
Airbus A320-212 de Cham Wings Airlines

En 2014, Cham Wings Airlines a obtenu l'autorisation d'exploiter des vols réguliers, devenant le deuxième transporteur national en Syrie. Elle a alors repris ses opérations pour desservir des destinations comme Beyrouth, Koweït, Bagdad, et Qamichli. En 2016, elle a été ciblée par les sanctions des États-Unis pour avoir fourni un soutien au gouvernement syrien,. En 2018, la compagnie aérienne a fait de la publicité pour transporter des réfugiés syriens en Allemagne de Munich à Damas et retour, ce qui peut conduire à la perte de leur statut d'asile. En juin 2021, l'Ukraine a mis la compagnie aérienne sur liste noire en raison des vols vers la Crimée,. En raison de la crise migratoire à la frontière entre la Biélorussie et l'Union européenne de 2021, Cham Wings Airlines a interrompu ses vols de Damas vers Minsk à court préavis en novembre 2021, déclarant qu'elle ne pouvait pas faire la distinction entre les voyageurs réguliers et les migrants illégaux. En décembre 2021, l'Union européenne a sanctionné Cham Wings Airlines, l'accusant de transporter des migrants vers la frontière biélorusse-polonaise et d'aggraver la crise. La Suisse s'est jointe aux sanctions de l'UE le 20 décembre. Les sanctions de l'UE imposées à la suite de cette accusation ont été levées le 19 juillet 2022,.
En 2025, la compagnie a choisi de s'intégrer à Fly Cham, une compagnie syrienne qui disposait alors de 4 A320.

## Flotte

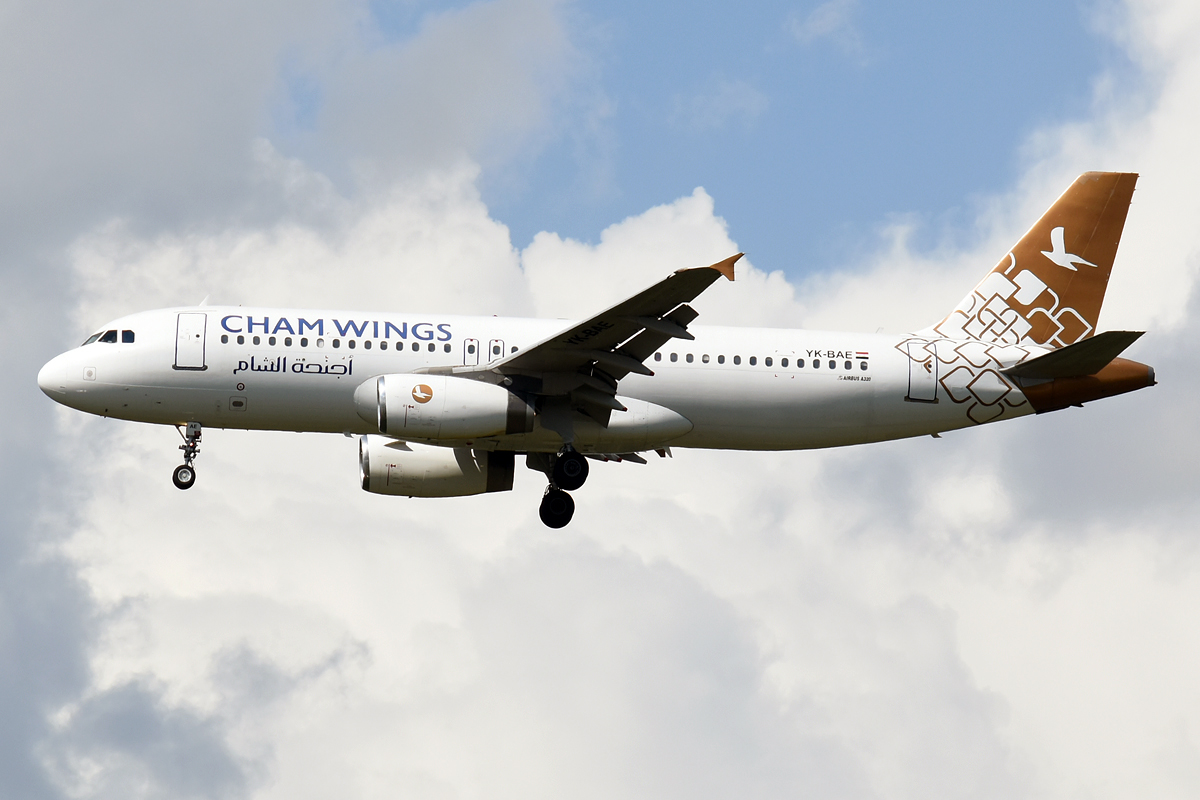
Airbus A320-231 de Cham Wings

La flotte de Cham Wings AIrlines comprends les appareils suivants (en mai 2025) :
| Aircraft        | In service | Orders | Passengers | Passengers | Passengers | Notes/sources |
| Aircraft        | In service | Orders | C          | Y          | Total      | Notes/sources |
| --------------- | ---------- | ------ | ---------- | ---------- | ---------- | ------------- |
| Airbus A320-200 | 4          | —      | 8          | 156        | 164        |               |
| Airbus A320-200 | 1          | —      | 0          | 174        | 174        |               |
| Total           | 5          | —      |            |            |            |               |